# Widzew (Ksawerów)
Widzew (w latach 1970. Widzew-PGR) – część wsi Ksawerów w Polsce, położona w województwie łódzkim, w powiecie pabianickim, w gminie Ksawerów.
W czasie kampanii wrześniowej stacjonował tu III/6 dywizjon myśliwski.
Od 1970 w Widzewie funkcjonuje Zamiejscowy Ośrodek Dydaktyczny Wydziału Rolnictwa i Biologii SGGW. Działa tam też Zespół Szkół Rolniczego Centrum Kształcenia Ustawicznego.

## Historia
Dawniej samodzielna miejscowość (folwark). Od 1867 w gminie Widzew w powiecie łaskim, której został siedzibą. W okresie międzywojennym należał do w woj. łódzkim. 2 października 1933 utworzono gromadę Rypułtowice w granicach gminy Widzew, składającą się ze wsi Rypułtowice, folwarku Widzew oraz młyna i osady włościańskiej Pliszka. Podczas II wojny światowej włączona do III Rzeszy.
Po wojnie Widzew powrócił do powiatu łaskiego w woj. łódzkim, nadal jako składowa gromady Rypułtowice, jednej z 9 gromad gminy Widzew z siedzibą w Ksawerowie. 21 września 1953 gminę Widzew przemianowano na Ksawerów. W związku z reorganizacją administracji wiejskiej jesienią 1954, Widzew (jako część gromady Rypułtowice) wszedł w skład nowej gromady Ksawerów. 1 stycznia 1959 gromadę Ksawerów włączono do powiatu łódzkiego w tymże województwie. W 1971 roku liczba mieszkańców Widzewa (nazywanego odtąd Widzewem-PGR) wynosiła 283.
Od 1 stycznia 1973 w reaktywowanej gminie Ksawerów, tym razem w powiecie łódzkim. 2 lipca 1976 gminę Ksawerów zniesiono, a Widzew włączono do gminy Pabianice. W latach 1975–1987 miejscowość należała administracyjnie do województwa łódzkiego. W latach 1975–1998 miejscowość należała administracyjnie do województwa łódzkiego. 1 stycznia 1997 (jako część wsi Ksawerów) ponownie w reaktywowanej gminie Ksawerów.

## Zabytki
- Pałac w Widzewie  Kindlera, przy ul. Szkolnej 12 z 1897, nr rej.: A/279 z 10.05.1981; wpisany do rejestru zabytków nieruchomych województwa łódzkiego[16].